# Вульф, Ирина Сергеевна
Ири́на Серге́евна Вульф (по мужу матери Ани́симова; 31 декабря 1906 (13 января 1907), Москва — 9 мая 1972, там же) — советская актриса, театральный режиссёр, заслуженный деятель искусств РСФСР (1956).

## Биография
Отец — Константи́н Ипполи́тович Карате́ев, барин татарских кровей, в тот момент начинающий театральный антрепренёр.
Мать — Павла Леонтьевна Вульф, известная провинциальная актриса.
Константин Ипполитович не был зарегистрирован с Павлой Леонтьевной Вульф, когда 31 декабря 1906 года в Москве родилась их дочь Ирина. Константин Каратеев рано ушёл из жизни. А в документах матери остался чужой, фактически давно разведённый с ней человек — Сергей Анисимов. Так и прожила всю жизнь Ирина Вульф не Ириной Константиновной Каратеевой, а Ириной Сергеевной Анисимовой-Вульф.
Была близко знакома и работала вместе с Фаиной Раневской, Юрием Завадским, Любовью Орловой, Ростиславом Пляттом, Геннадием Бортниковым.
Член КПСС с 1956 года.
Умерла 9 мая 1972 года на 66-м году жизни в Москве. Похоронена на Донском кладбище вместе с матерью.

## Театр
Играла в спектаклях Станиславского и Завадского.
Ставила пьесы Шекспира, Уильямса, Розова, Сартра, Штейна, Ибсена.

### Режиссёр
- 1955 — «Лиззи Мак-Кей», по пьесе Ж.-П.Сартра «Добродетельная шлюха» / Театр имени Моссовета. В главной роли — Любовь Орлова.

## В кино
Единственной работой в кино была роль Войницкой в кинофильме «Дядя Ваня» (1970).

## Семья
- Первый муж — актёр и театральный режиссёр Юрий Завадский (1894—1977).

- Второй муж — актёр Павел Врабец, известный под псевдонимом Паул Варанди (1913—1974).

- Сын — Алексей Валентинович Щеглов (отец которого — Валентин Александрович Щеглов) (1939—2015), заслуженный архитектор Российской Федерации, писатель. 
  - Внук — Дмитрий Алексеевич Щеглов (1964—2004), актёр, писатель.